# Kirkja

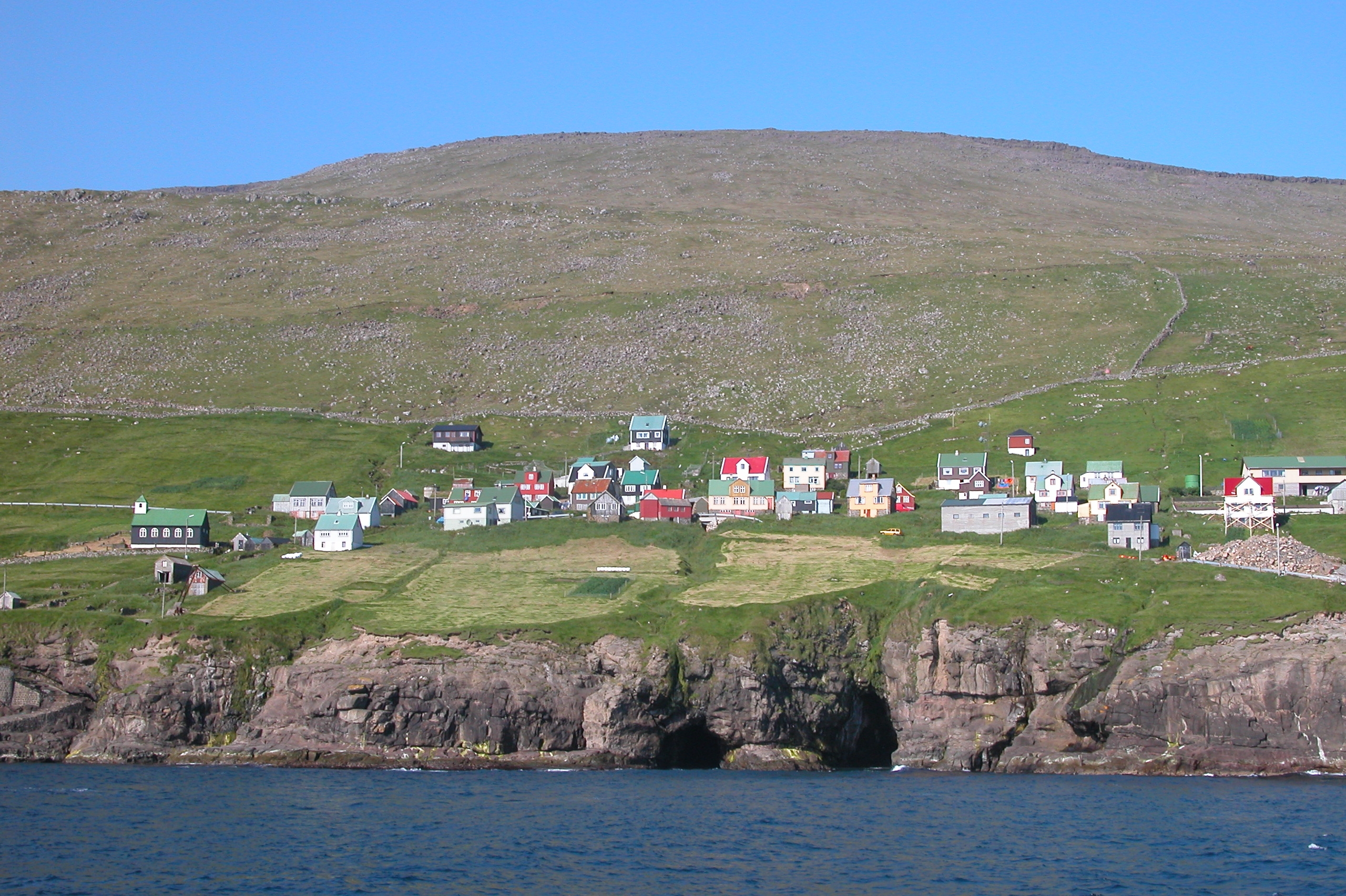
Kirkja im Süden von Fugloy.

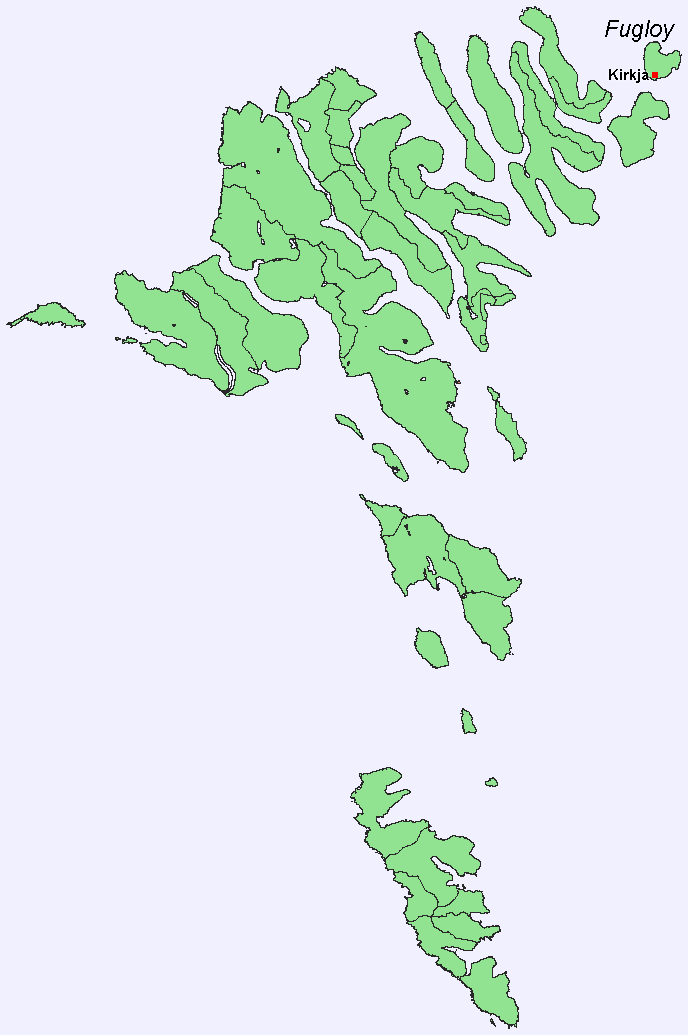
Position von Kirkja auf der Färöerkarte

Kirkja [ˈtʃʰɪɻtʃʰa] (dänisch: Kirke, wörtlich: Kirche) ist ein Ort der Färöer auf der Insel Fugloy, die zu den sechs Nordinseln (Norðoyggjar) gehört.

## Ort

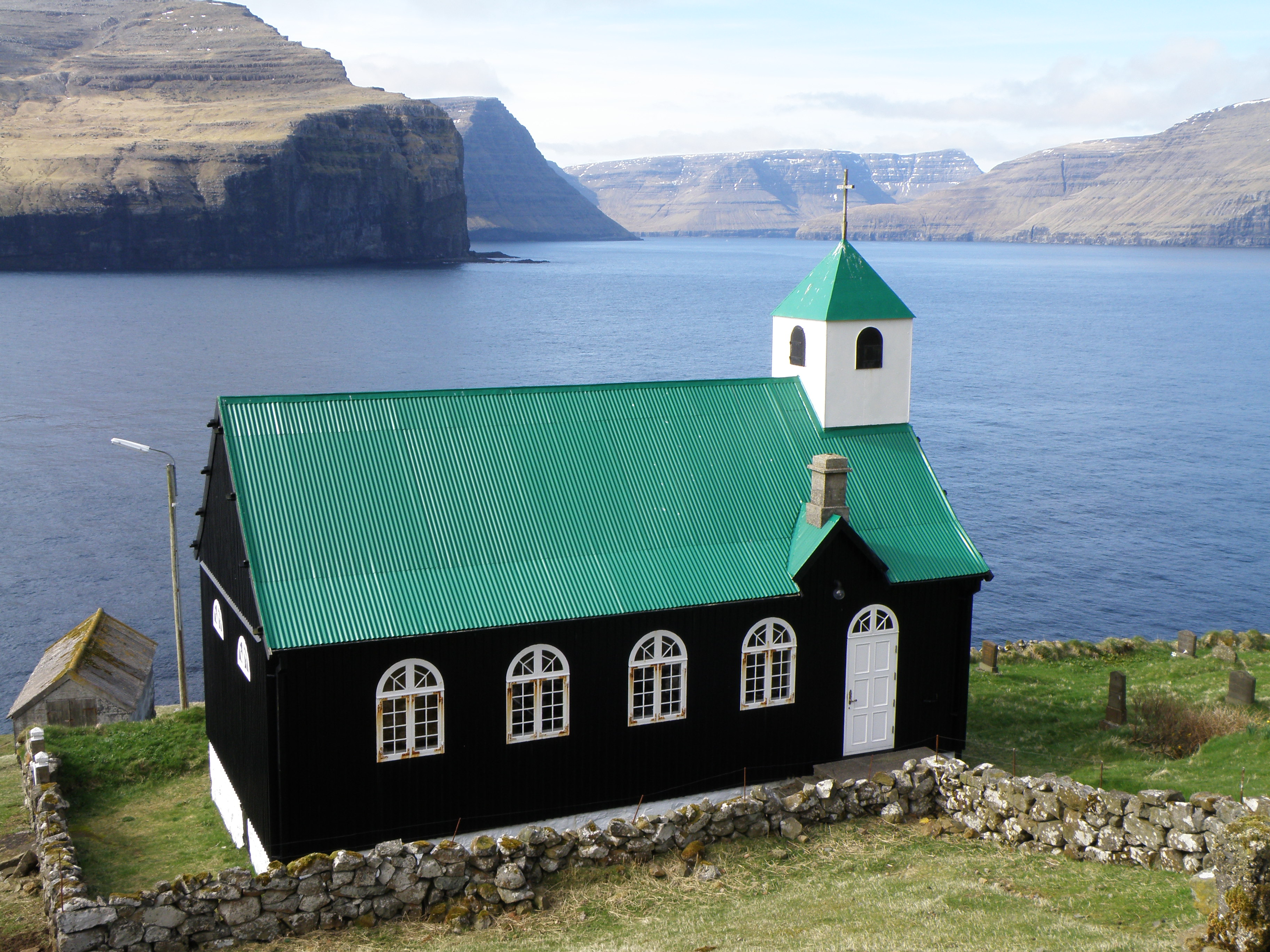
Die Kirche von Kirkja.

Kirkja ist neben dem weiter östlich gelegenen  Hattarvík der einzige Ort der kleinen Insel Fugloy und liegt an deren Südspitze. Im Jahr 2016 lebten 27 Menschen in dem Dorf und Kirkja ist damit der größere der beiden Orte in der insgesamt 40 Einwohner zählenden färöischen Gemeinde Fugloyar kommuna. Die Postleitzahl von Kirkja lautet FO-766.
Der Ort existiert seit dem Mittelalter und wird schriftlich erstmals um 1350 bis 1400 im Hundebrief erwähnt. Die jetzige Kirche stammt aus dem Jahr 1933, wie der Ortsname aber andeutet, gab es hier schon vorher andere Kirchenbauten. Sie erinnert im Stil an die klassischen färöischen Holzkirchen. Das Altarbild stammt vom berühmten Maler Sámal Joensen-Mikines. Weiterhin gibt es im Ort noch einen kleinen Tante-Emma-Laden.
Kirkja ist zwar im Gegensatz zu dem Nachbarort Hattarvík nicht konkret von einer Entvölkerung bedroht, aber langfristig sieht man auch hier einer ungewissen Zukunft entgegen.

### Schiffs- und Flugverbindungen

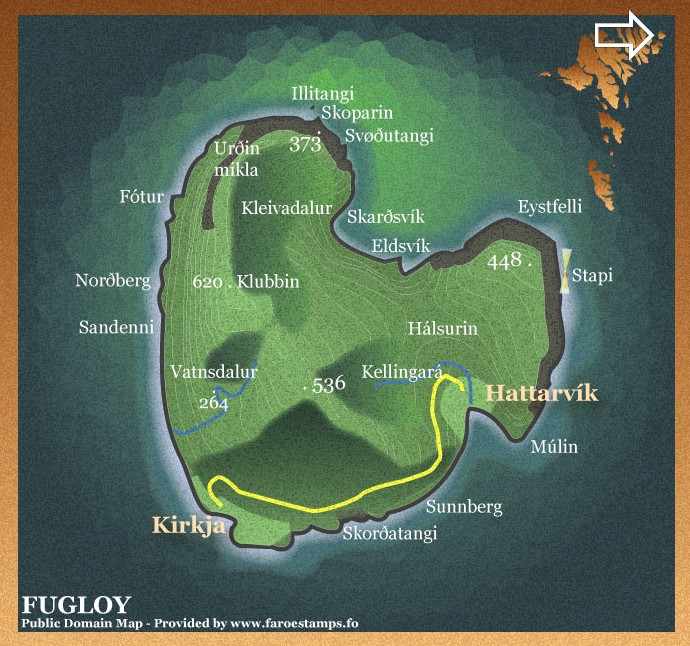
Lage von Kirkja auf Fugloy.

Der Ort wird bei Bedarf, und wenn es das Wetter zulässt, ein- bis zweimal täglich von der Personenfähre Ritan angelaufen, die auch die Nachbarinsel Svínoy mit Hvannasund auf Viðoy verbindet. Seit den 1980ern gibt es neben dem Wanderweg nach Hattarvík auch eine Autostraße. Seitdem verkehrt auch dreimal wöchentlich der Hubschrauber von Atlantic Airways und sichert so die Versorgung der Inselbewohner bei (fast) jedem Wetter und direkt mit dem Flughafen Vágar, der Hauptstadt Tórshavn und der Regionalmetropole Klaksvík.

### Sehenswürdigkeiten
Kirkja bietet eines der eindrucksvollsten Panoramen des Landes mit Blick auf die gewaltigen Vorgebirge von Svínoy und besonders Viðoy mit seinem Kap Enniberg. Die Wandermöglichkeiten zum Berg Klubbin mit seiner einmaligen Aussicht machen die Insel nicht nur für Vogelkundler attraktiv. 

### Persönlichkeiten
- Louis Zachariasen (1890–1960), färöischer Lehrer, Schriftsteller und Politiker. Er war der erste stellvertretende Ministerpräsident (Varaløgmaður) der Färöer nach der Autonomie im Jahr 1948.

### Kirkja in Bildern

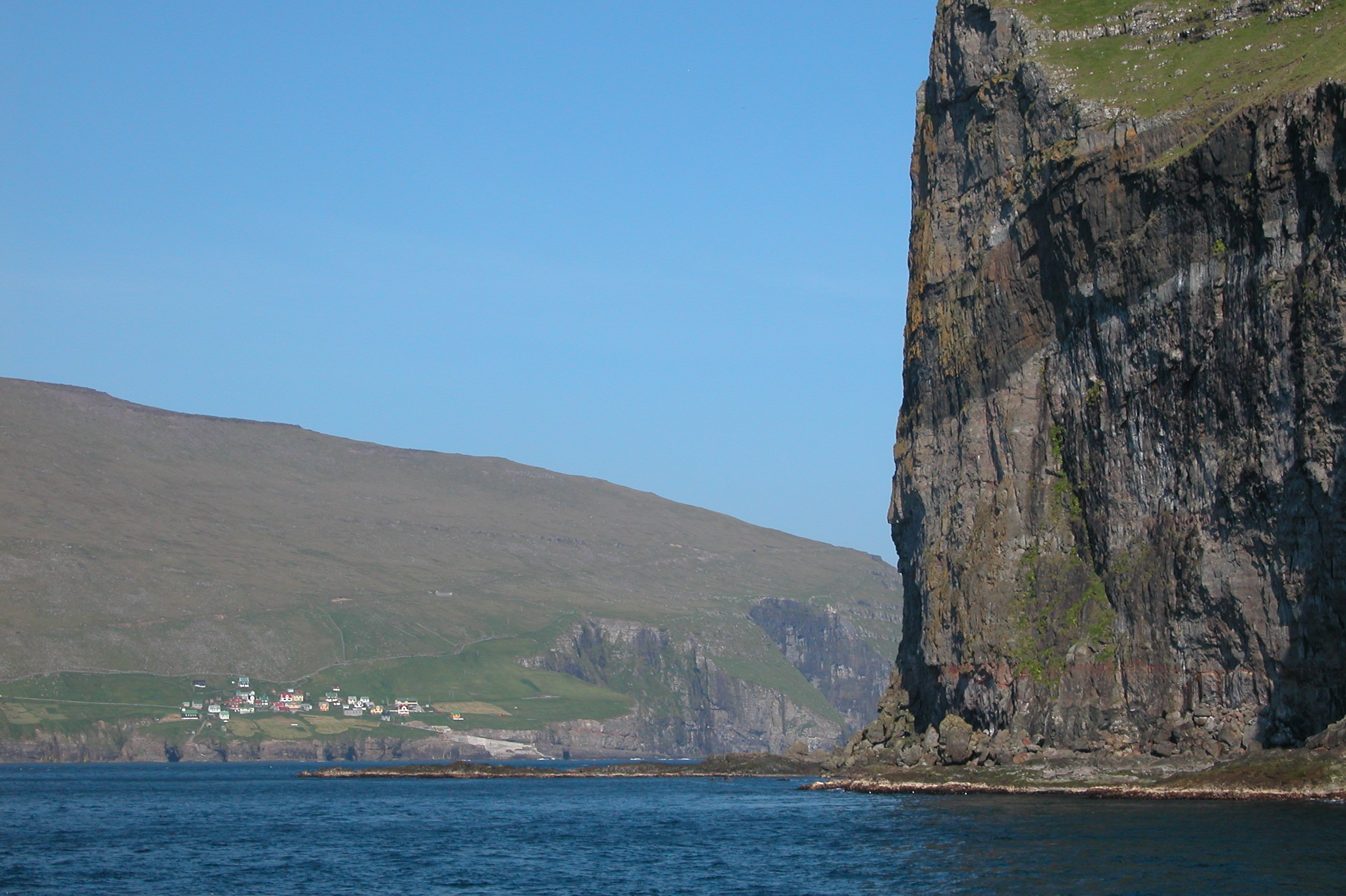
Kirkja auf Fugloy aus der Ferne. Rechts im Vordergrund die Nordspitze von Svínoy.
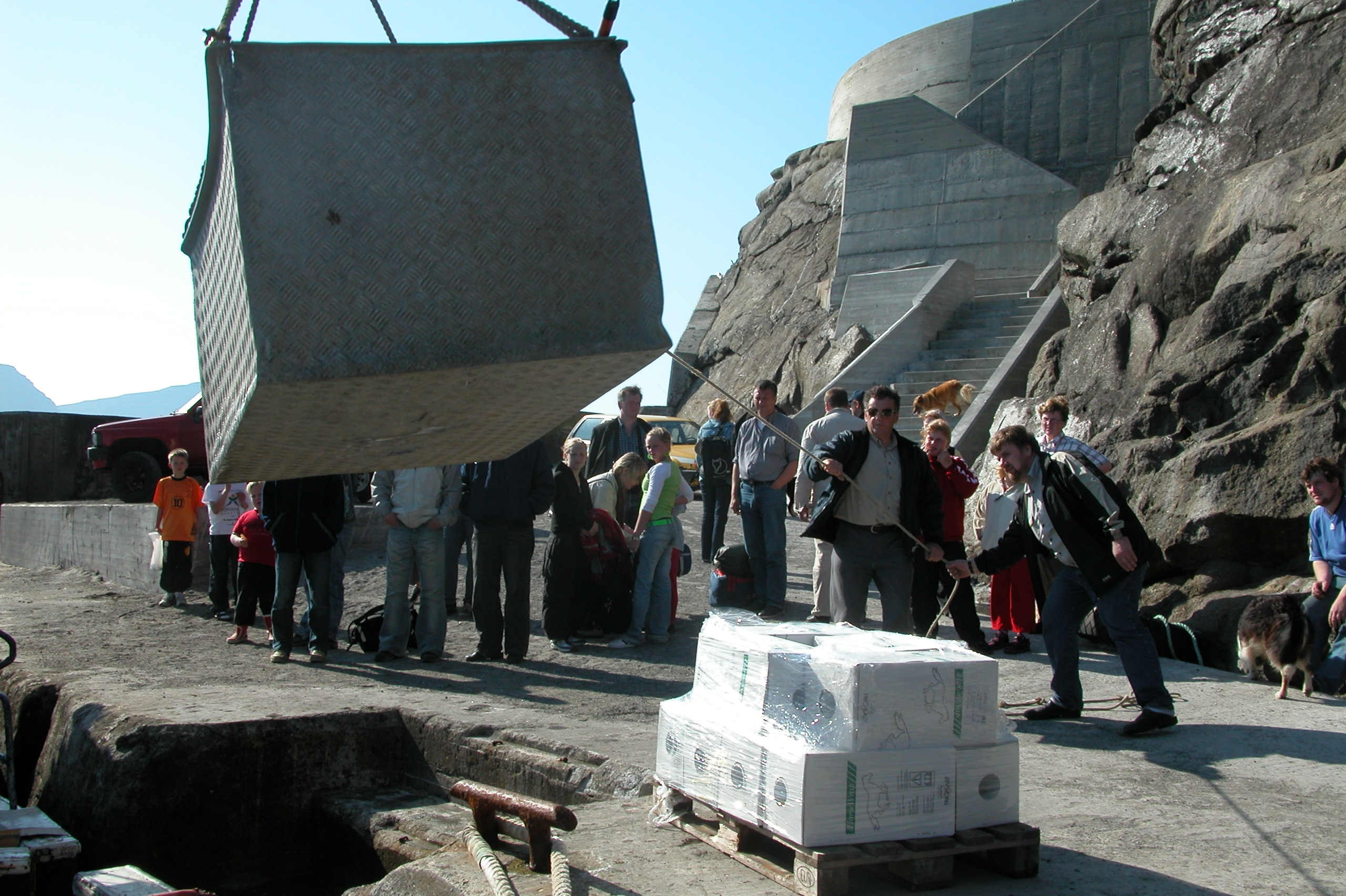
Der Hafen von Kirkja.
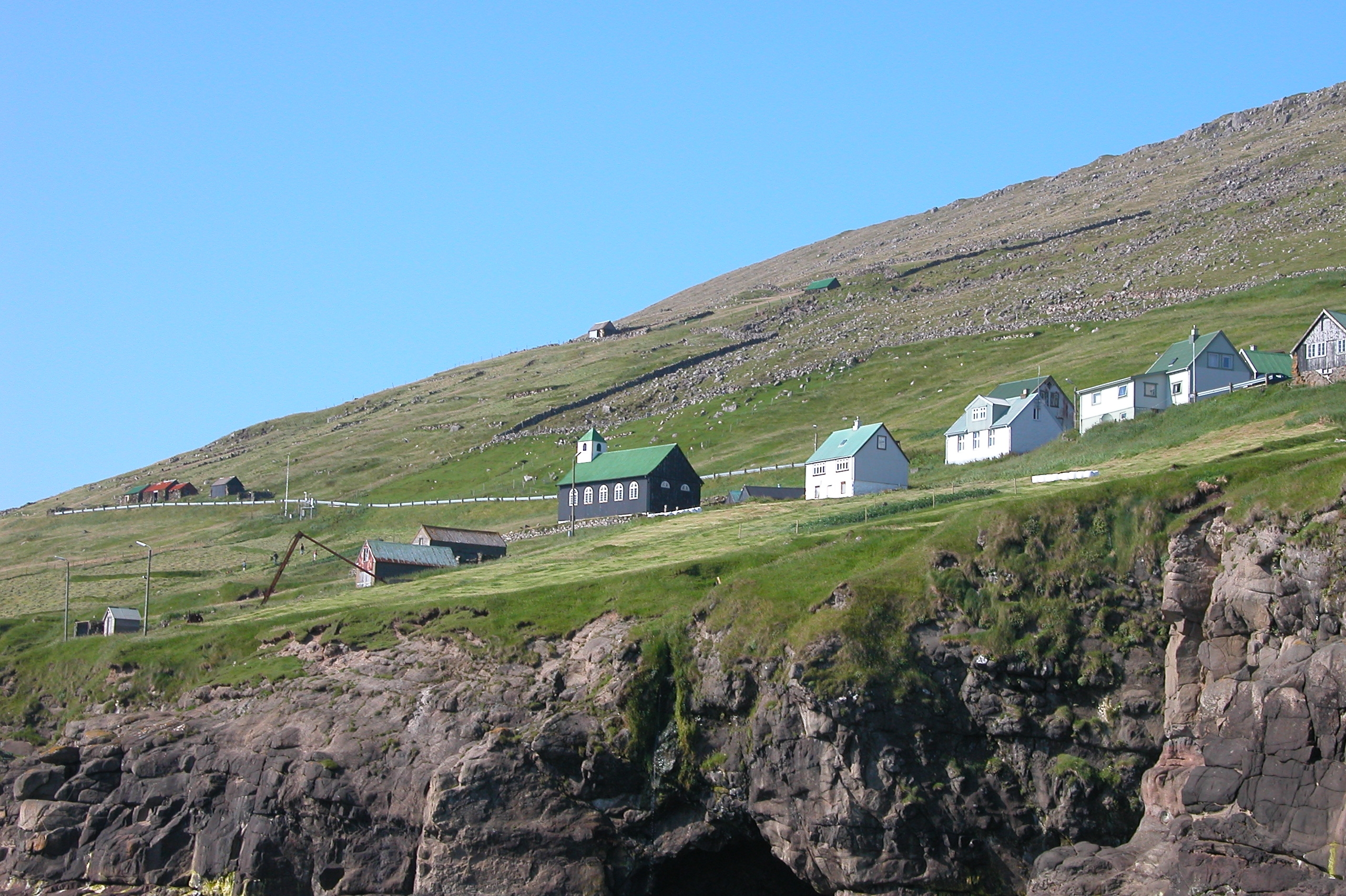
Die Kirche und einige Häuser aus der Entfernung.